# Либертарианство
Либертариа́нство (англ. libertarianism; от лат. libertas — «свобода») — совокупность политических философий и движений, поддерживающих свободу как основной принцип. Представители либертарианства стремятся максимизировать политическую свободу и автономию, подчёркивая свободу выбора, добровольное объединение и индивидуальное суждение. Они разделяют скептицизм по отношению к государственной власти, но расходятся в масштабах своей оппозиции по отношению к существующим экономическим и политическим системам. Различные школы либертарианской мысли предлагают различные взгляды относительно законных функций государственной и частной власти, часто призывая к ограничению или роспуску принудительных социальных институтов.
Внутри либертарианства существует ряд течений, имеющих свою специфику. В частности, это правое и левое либертарианство, анархо-капитализм, минархизм, геолибертарианство (джорджизм), левый рыночный анархизм и либертарный социализм. Правые либертарианцы ставят на первый план право частной собственности. Левые либертарианцы считают, что абсолютизация частной собственности может нарушать свободу личности.

## Этимология

Диаграмма Нолана

Термин «либертарианец» (англ. libertarian) впервые появился в эссе «О свободе и необходимости» (1789) американского унитарианского философа Уильяма Белшама. Он был производным от «свободы» (англ. liberty) по аналогии с образованием слова «унитарий» (англ. unitarian) от «единства» (англ. unity) в английском языке и обозначал сторонников философской доктрины «свободы воли». В своём эссе Белшам осудил идеи, которые он приписывал либертарианству и противопоставил им религиозный детерминизм.
Во второй половине XIX века термин «либертарий» (фр. la libertaire) в значении «анархист» взяли на вооружение представители французского анархизма. В 1858 году Жозеф Дежак начал издавать в США газету «Le Libertaire, Journal du Mouvement Social». В 1880 году на конгрессе в Гавре анархо-коммунисты также употребили этот термин. Росту его популярности в конце XIX века способствовало введение направленных против анархизма ограничений на свободу печати во Франции после теракта, осуществлённого Огюстом Вальяном в 1893 году. В результате анархисты начали широко использовать фр. libertaire как эвфемизм вместо слова фр. anarchiste, в частности, в 1895 году была учреждена газета «Le Libertaire». Впоследствии «либертарианство» и «анархизм» стали синонимами, также положив начало термину «либертарный социализм».
В современном значении термин «либертарианство» впервые начал использовать американский политик и основатель Фонда экономического образования Леонард Рид, в 1940-е годы провозгласивший себя либертарианцем. Вслед за ним многие сторонники личной и экономической свободы также стали называть себя либертарианцами, чтобы отличать себя от «либералов», под которыми в США и некоторых других странах начиная с XX века понимают сторонников личной свободы и государственного перераспределения ресурсов (в частности, «нового курса» Рузвельта), включая социал-демократов и умеренных коммунистов. Тем не менее, многие сторонники либертарианских идей не называют себя либертарианцами, настаивая на традиционном обозначении своей идеологии («либерализм») или определяя себя как «классических либералов». Другие считают подобную приверженность старым терминам ошибочной, вносящей путаницу в политическую картину современного мира, что мешает распространению и пониманию либертарианских идей.
Диаграмма Нолана, предложенная американским либертарианцем Дэвидом Ноланом в 1970 г., служит для иллюстрации его утверждения, что либертарианство пропагандирует как экономическую, так и личную свободу, ограничивая вмешательство государства в жизнь общества. По мнению Нолана, это контрастирует с левым «либерализмом», выступающим только за «личные свободы», правым «консерватизмом», выступающим только за «экономические свободы», а также с популистским «авторитаризмом», сторонники которого добиваются жёсткого контроля государства за жизнью общества и перераспределения доходов от богатых к бедным.
По мнению американского либертарного социалиста Мюррея Букчина, название «либертарианство» было украдено правыми, и правых либертарианцев, заинтересованных не в свободе, а в частной собственности, правильнее было бы называть пропертарианцами (от англ. property — собственность).

## Философия

Гадсденовский флаг — символ, используемый как либертарианский

Между либертарианцами существуют споры относительно того, является ли государство легитимным. Часть либертарианцев (анархо-капиталисты) рассматривают запрет на «агрессивное насилие» как абсолютный и не допускающий исключений даже для государственных служащих. По их мнению, такие формы государственного вмешательства, как налогообложение и антимонопольное регулирование, являются примерами воровства и грабежа и поэтому подлежат упразднению. Защита граждан от насилия должна осуществляться частными охранными агентствами, а помощь неимущим должна быть задачей благотворительности.
Другая часть либертарианцев (минархисты) принимает запрет на «агрессивное насилие» в качестве важного принципа, но считает нужным или неизбежным существование принудительно взимающего налоги государства, единственной задачей которого была бы защита жизни, здоровья и частной собственности граждан. Различие между этим и предыдущим подходом к либертарианству состоит в том, что в первом случае запрет является абсолютным и относится к каждому конкретному действию, а во втором — ставится задача минимизации насилия в обществе, для решения которой государство рассматривается как меньшее зло.
Либертарианский философ Моше Крой (англ. Moshe Kroy) считал, что разногласие в том, является ли государство аморальным, между анархо-капиталистами, придерживающимися взглядов на человеческое сознание и природу ценностей Мюррея Ротбарда, и минархистами, придерживающимися взглядов на человеческое сознание и природу ценностей Айн Рэнд, возникает не из-за разных интерпретаций общей моральной позиции. Он утверждал, что разногласие между этими двумя течениями является результатом разных представлений о природе человеческого сознания и что каждое из течений делает правильные выводы из своих предпосылок. Таким образом, эти течения не совершают ошибок при выводе правильного толкования какой-либо этической позиции, поскольку общей этической позиции у них нет.

## Школы

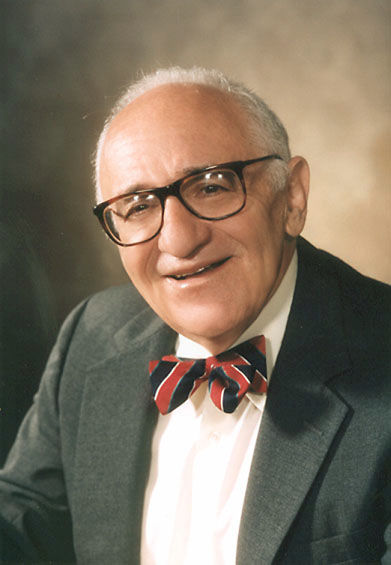
Мюррей Ротбард, автор термина «анархо-капитализм»

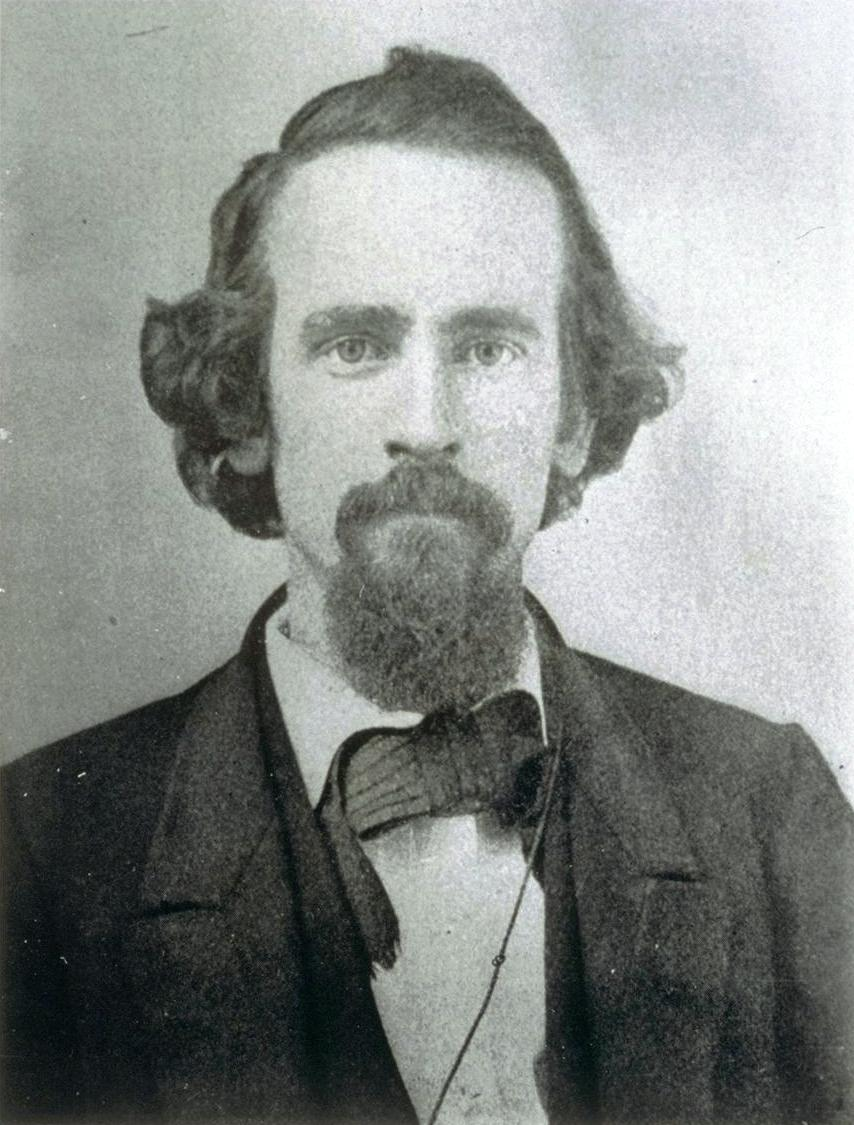
Генри Джордж, основоположник джорджизма, который предлагал заменить все налоги единым налогом на землю

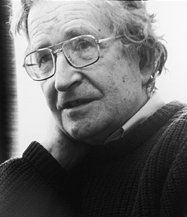
Ноам Хомский, известный современный представитель либертарного социализма

### Анархо-капитализм
Анархо-капитализм (также называемый анархизмом свободного рынка, рыночным анархизмом и анархизмом частной собственности) является политической философией, которая выступает за ликвидацию государства в пользу индивидуального суверенитета в рамках свободного рынка. В анархо-капиталистическом обществе правоохранительные органы, суды и все другие службы безопасности будут предоставляться конкурентами, финансируемыми из частных источников, а не путем налогообложения, а деньги будут предоставляться в частном порядке и на конкурсной открытой рыночной основе. Поэтому личная и экономическая деятельность при анархо-капитализме регулируется частным законом, а не политикой.
Философия анархо-капитализма была сформулирована в середине двадцатого века экономистом австрийской школы и либертарианцем Мюрреем Ротбардом. Ротбард придумал этот термин и считается основателем данного течения. Он объединил подход свободного рынка австрийской школы (классический либерализм) с точкой зрения прав человека и отказался от государства, как и американские индивидуалистические анархисты XIX века, такие как Лисандр Спунер и Бенджамин Такер (хотя Ротбард отверг анархизм и антикапитализм, наряду с трудовой теорией стоимости). В ротбардианском анархо-капитализме сначала будет реализован взаимосогласованный либертарианский «правовой кодекс, который был бы общепринятым и которому обязуются следовать суды». Этот правовой кодекс должен будет признавать суверенитет личности и принцип ненападения.

### Минархизм
«Государство — ночной сторож», или минархизм, является моделью государства, единственными функциями которого являются предоставление гражданам военных, полицейских и судебных услуг, защищающих их от внешней агрессии, краж, нарушения контрактов, мошенничества, и гарантирование соблюдения законов о собственности.
Британия XIX века была описана историком Чарльзом Тауншендом в качестве классического примера такой формы государства.
Роберт Нозик получил Национальную книжную премию в категории «Философия и религия» за свою книгу «Анархия, государство и утопия». В ней Нозик утверждал, что только минимальное государство, ограниченное узкими функциями защиты от «агрессии, мошенничества, кражи», может быть оправдано, как не нарушающее права людей.

### Джорджизм
Основные статьи: Джорджизм, Геолибертарианство
Джорджизм (англ. Georgism, также геоизм) — основанное Генри Джорджем экономико-философское учение, в основе которого лежит идея, что каждый владеет созданным им продуктом (англ. everyone owns what they create), однако все природные блага, и прежде всего земля, принадлежат в равной степени всему человечеству. Философия джорджизма обычно ассоциируется с идеей единого налога на пользование землёй.

### Либертарный социализм
Либертарный социализм (также называемый анархическим социализмом или социалистическим либертарианством) — группа антиавторитарных политических философий внутри социалистического движения, которая отвергает социализм, основанный на государственной собственности и централизованном управлении экономикой, а иногда и само государство. Либертарные социалисты критикуют отношения найма рабочей силы, предлагая вместо них самоуправление работников и децентрализованные структуры политической организации. Они утверждают, что общество, основанное на свободе и справедливости, может быть достигнуто путём упразднения авторитарных институтов, которые контролируют основные средства производства и подчиняют большинство людей классу имущих, экономической и политической элите. Либертарные социалисты выступают за децентрализованные структуры, основанные на прямой демократии и федеративной или конфедеративной организации, такие как либертарный муниципализм, гражданские ассамблеи, профсоюзы и рабочие советы. Они призывают к установлению свободных и добровольных человеческих отношений путём выявления, критики и практического демонтажа нелегитимной власти во всех аспектах человеческой жизни.
Политические философии прошлого и настоящего, которые характеризуются как либертарно-социалистические, включают в себя социальный анархизм (в том числе анархо-коммунизм, анархо-коллективизм, анархо-синдикализм и мютюэлизм) , а также автономизм, коммунализм, партисипизм, гильдейский социализм, революционный синдикализм, либертарный марксизм (в том числе коммунизм рабочих советов и люксембургианство) и некоторые версии утопического социализма и индивидуалистического анархизма.

## Либертарианство и австрийская школа экономической мысли
Либертарианство иногда смешивается с австрийской школой экономической мысли, которая содержит выводы о неэффективности и разрушительных последствиях государственного вмешательства в экономику. Хотя большинство либертарианцев в области экономики придерживаются подходов австрийской школы, это отождествление ошибочно. Либертарианство — политико-правовая доктрина, содержащая рецепты переустройства общества, прежде всего, в сфере законодательства. Это учение о должном, предписывающее людям, и особенно государственным служащим, определённые нормы поведения. Австрийская экономическая теория, наоборот, не имеет нормативного характера, являясь инструментом познания причинно-следственных связей в экономике. Делая, например, выводы о том, что протекционистский таможенный режим уменьшает количество благ, доступных населению страны, где он применяется, она остаётся ценностно нейтральной наукой и не делает призывов к изменению законодательства и политики.

## Политические взгляды современных либертарианцев
- Либертарианцы считают, что люди имеют только право на свободу от посягательств на свою личность или собственность, основываясь на принципе самопринадлежности и неагрессии. Законы должны лишь обеспечивать такую свободу, а также исполнение свободно и добровольно заключённых договоров[31].
- Либертарианцы выступают за свободу слова.
- Либертарианцы считают, что налогообложение есть агрессия направленная на нарушение прав собственности, по сути ничем не отличающаяся от грабежа. Поэтому налогообложение следует заменить добровольными методами финансирования услуг, предоставляемых государством в настоящее время населению. Такие услуги могут предоставляться частным бизнесом, благотворительными и другими организациями. Они выступают против любых государственных дотаций, например, сельскохозяйственным производителям, так как это вносит дисбаланс в экономику поддержкой недостаточно эффективных предприятий. Либертарианцы выступают против таможенных пошлин и иных видов внешнеторговых барьеров, потому как это ограничение на распоряжение собственностью.
- Либертарианцы выступают за свободные добровольные трудовые отношения, регулируемые исключительно договором сотрудника и работодателя. Сторонние законодательные ограничения являются недопустимым посягательством на принцип самопринадлежности.
- Либертарианцы являются убеждёнными противниками всеобщей воинской обязанности. Они выступают против военного вмешательства в дела других стран и признают лишь защиту от агрессии.
- Либертарианцы выступают против любого государственного контроля над средствами массовой информации.
- Вопросы иммиграции отдаются на решение собственникам территории, принимающей иммигрантов (смотрите также статью Либертарианские взгляды на иммиграцию).
- Часть либертарианцев выступает против законов об обязательном школьном образовании. Образование может быть получено в любой доступной и удобной форме в течение любого срока.
- Либертарианцы выступают против запретов на владение оружием[32] и за право на самооборону.
- Следствием прав собственности и самопринадлежности становится частичная или полная легализация наркотиков[33][34]. Вопрос является дискуссионным, при том решение его зависит от контрактного соглашения всех членов конкретных юрисдикций.

Публицист Том Хартманн отмечает, что по данным исследования, проведённого Pew Research, только 11 % людей, заявляющих о том, что они разделяют либертарианские взгляды, понимают суть либертарианства, в частности то, что оно выступает за увеличение личной свободы и снижения контроля государства. Так, 41 % таких людей считает, что государство должно регулировать бизнес, 38 % поддерживает социальные пособия малообеспеченным людям, 42 % считают, что полиция должна иметь право останавливать «подозрительных людей».

## Люди, оказавшие существенное влияние на философию
- Лисандр Спунер — американский политический философ, теоретик анархизма
- Генри Джордж — американский политэконом, основоположник джорджизма
- Бенджамин Такер — американский политический философ, теоретик индивидуалистического анархизма, последователь Прудона
- Вольтарина де Клер — американская анархистка и феминистка
- Фридрих Хайек — представитель австрийской школы экономики, известный критик социализма
- Людвиг фон Мизес — основной представитель неоавстрийской школы экономики
- Мюррей Ротбард — ввёл и популяризировал термин «анархо-капитализм»
- Роберт Нозик — американский философ, идеолог либертарианства
- Айн Рэнд — создательница философии объективизма
- Милтон Фридман — американский экономист, представитель чикагской школы, известный критик государственного вмешательства
- Ноам Хомский — современный представитель либертарного социализма
- Ханс-Херман Хоппе — один из ведущих теоретиков либертарианства, представитель анархо-капитализма, профессор Невадского университета, основатель и президент «The Property and Freedom Society»

## Либертарианство в России

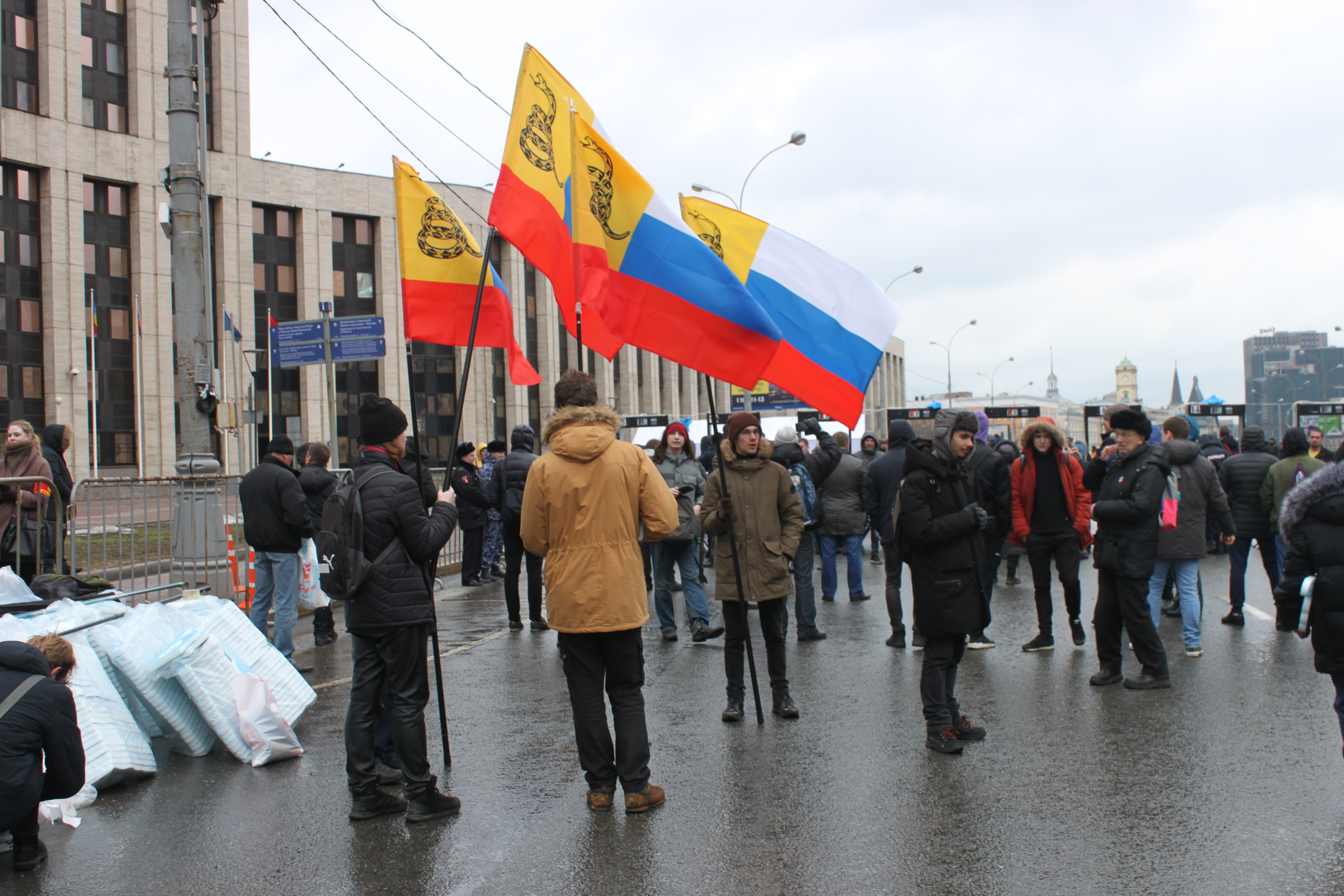
Либертарианцы на митинге против изоляции Рунета

В России либертарианство длительное время поддерживалось рядом интеллектуалов как идеология. Однако оно не существовало в сколько-нибудь широко поддержанных организационных формах. По всей видимости, одной из первых организационно оформленных либертарианских организаций стало движение Поколение свободы, фактически прекратившее свою деятельность в середине 2000-х годов.

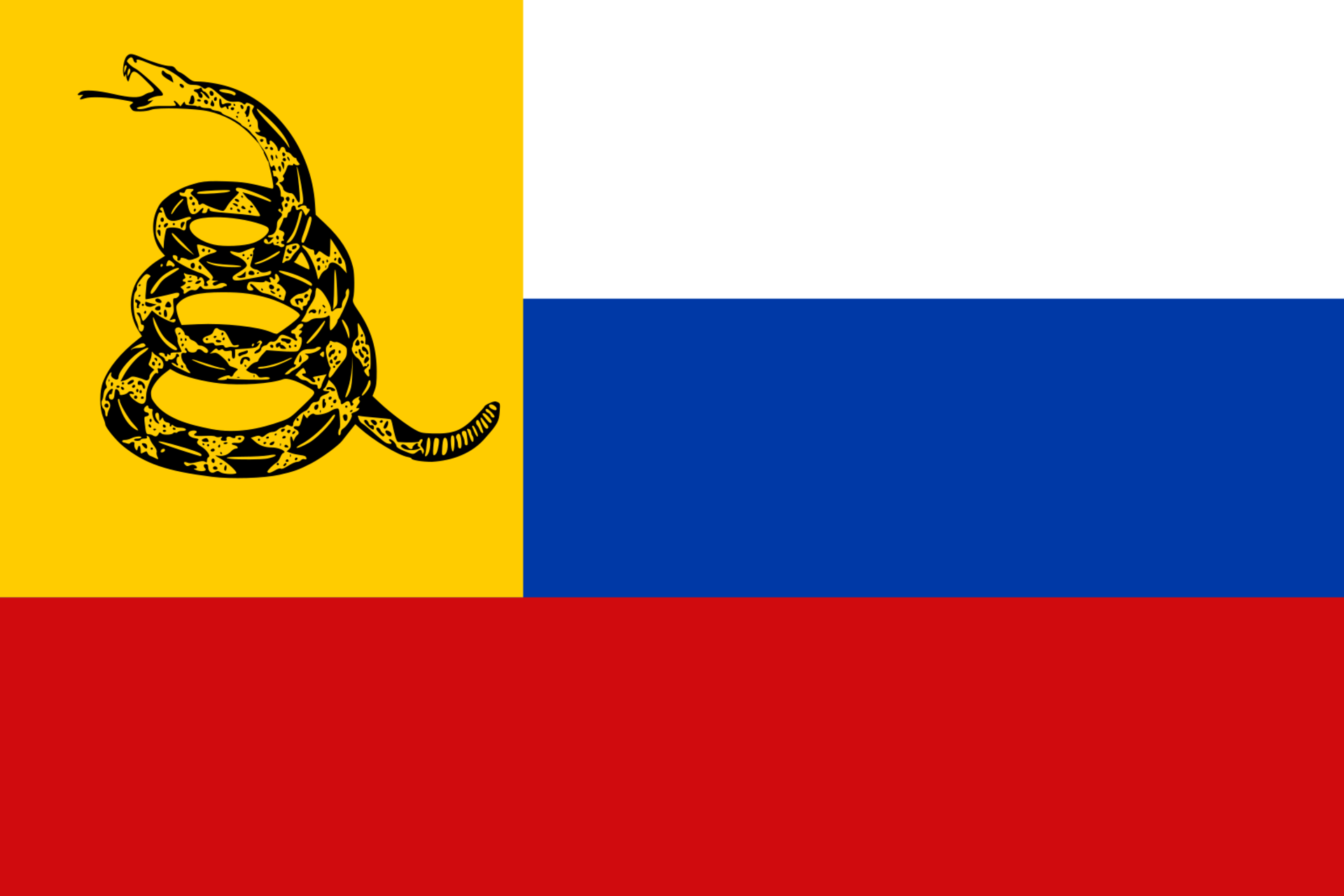
Флаг русского либертарианства, предложенный Михаилом Световым

Более поздним проектом стала незарегистрированная Либертарианская партия России.